# Astrometrija
Ástrometríja (grško άστρον: ástron - zvezda + μετρεω: metres - merjenje) je disciplina znotraj astronomije, ki se ukvarja z določanjem osnovnih koordinatnih sistemov, v teh pa z legami, razdaljami, navideznimi in pravimi spremembami lege ter gibanji zvezd in drugih nebesnih teles na nebesni krogli. To omogoča določanje lege točk na Zemlji.
Astrometrija je ena najstarejših podpodročij znanosti in je prednica položajne astronomije. Za začetnika astrometrije se šteje Hiparh, ki je leta 129 pr. n. št. izdelal prvi pomembni katalog vidnih zvezd in uvedel lestvico navideznega sija, ki je v osnovi v uporabi še danes. Sodobno astrometrijo je osnoval Friedrich Wilhelm Bessel s svojim delom Osnove astronomije (Fundamenta astronomiae), kjer je navedel srednjo lego 32.222 zvezd, ki jih je opazoval James Bradley med letoma 1750 in 1762.
Ne glede na osnovno funkcijo astrometrije, ki zagotavlja astronomom, da lahko zapisujejo svoja opazovanja v določenem opazovalnem sistemu, predstavlja astrometrija tudi osnovo področij kot so nebesna mehanika, zvezdna dinamika in galaktična astronomija. V opazovalni astronomiji s pomočjo astrometričnih postopkov ugotavljajo naravo teles na podlagi njihovega edinstvenega gibanja. Astrometrija je pomembna pri določevanju časa, saj je univerzalni koordinirani čas (UTC) v osnovi atomski čas, usklajen z vrtenjem Zemlje v smislu točnih opazovanj. Astrometrijo uporabljajo tudi pri izdelavi lestvice kozmičnih razdalj, saj z njo merijo razdalje zvezd v naši Galaksiji in njihove približke s paralakso.

## Kratek časovni pregled razvoja astrometrije
- 742 pr. n. št. - prva pristna omemba sončne ure.
- 2. stoletje pr. n. št. - 4. stoletje - uvedba astrolaba za merjenje kotov na nebu (verjetno Hiparh ali Hipatija).
- uporaba astrometričnih postopkov vodi do razvoja sferne geometrije.
- 1576 - Tycho de Brahe točno meri tire planetov in njihova gibanja.
- 1609 - 1618 - Johannes Kepler zapiše svoje zakone gibanja planetov, ki potrdijo Kopernikovo načelo, da Zemlja kroži okoli Sonca.
- 1725 - James Bradley z natančnim tranzitnim daljnogledom meri zvezdno aberacijo zvezde Eltanin, γ Zmaja (Draconis).
- 1730 - John Hadley in Thomas Godfrey neodvisno izumita sekstant, mersko napravo, ki je zelo izboljšala merjenje kotov na nebesni krogli.
- 1980. - razvoj zaznaval CCD in njihova uporaba v astronomiji sta izboljšali točnost profesionalnega astrometričnega dela.
- razvoj poceni zaznaval CCD, programske opreme in daljnogledov omogoči ljubiteljska astrometrična opazovanja malih planetov.
- 1989 - 1993 - satelit Hipparcos Evropske vesoljske agencije izvaja astrometrična merjenja, na podlagi katerih nastane katalog leg več kot milijon zvezd, točen do 20-30 mili kotnih sekund.

Astronomi z astrometričnimi postopki iščejo blizuzemeljska telesa. Na podoben način odkrivajo tudi zunajosončne planete, kjer merijo odstopanja navideznega sija in lege njihove starševske zvezde zaradi skupnega tira sistema. NASA namerava leta 2011 izstreliti satelit Space Interferometry Mission (SIM, SIM PlanetQuest), s katerim bo na podlagi astrometričnih postopkov moč odkrivati zemeljske planete, ki krožijo okrog približno 200 najbližjih zvezd podobnih Soncu.
Astrometrične meritve uporabljajo v astrofiziki za določene modele v nebesni mehaniki. Z merjenjem hitrosti pulzarjev lahko določijo mejo nesimetrije pri eksplozijah supernov. Astrometrične rezultate uporabljajo tudi pri določevanju porazdelitve temne snovi v galaksijah.